# Coutume
 (avril 2017).
Si vous disposez d'ouvrages ou d'articles de référence ou si vous connaissez des sites web de qualité traitant du thème abordé ici, merci de compléter l'article en donnant les références utiles à sa vérifiabilité et en les liant à la section « Notes et références ».
La coutume est une source du droit. Elle ne doit pas être confondue avec l'usage, dont elle est la verbalisation.

## Définitions
La coutume est une notion qui a plusieurs sens, utilisée dans une grande variété de contextes.

### Histoire des coutumiers médiévaux
La distinction a été clairement définie par l'historien du droit Adrien Wyssbrod : « Pour résumé, l’usage est gestuel, populaire et conservé uniquement par la répétition de l’acte. La coutume orale est la verbalisation d’un usage, garanti par l’ensemble ou une partie des sujets de droit et conservé par la mémoire et l’énonciation. La coutume écrite est la rédaction d’une coutume orale, garantie par un groupe étatique au moyen d’un texte. La loi, quant à elle, est un droit écrit, émanant et garanti par l’État. L’usage est une manière collective d’agir, la coutume en est sa formulation, orale puis écrite et la loi la règle édictée par une autorité soit en s’inspirant d’une coutume ou au contraire dans le but de la remplacer ».
Au Moyen Âge, des juristes savants ont discuté sur la nécessité de transformer les bonnes habitudes du peuple en lois, et de rejeter les mauvaises coutumes pour qu'elles ne prennent pas valeur de norme. Le magistrat Michel de Montaigne a fameusement réfléchi à cette difficulté dans ses Essais, notamment en qualifiant le droit en France de simple ensemble de coutumes et en les plaçant sur le même plan que les coutumes des peuples étrangers que les Européens rencontraient alors au début de l'expansion coloniale, et notamment les coutumes des autochtones d'Amérique. Ainsi, à partir de cette idée que la coutume révélerait un ensemble de règles naturellement présentes dans un peuple, de nombreux projets de codification ont eu lieu au Moyen Âge, visant à produire des lois qui expriment l'essence des habitudes d'une communauté. L'objectif de ces travaux législatifs était souvent de fixer les jurisprudences au motif que cela rendrait la justice plus juste. Bien que la coutume soit l'idéal auquel aspirent les projets de rédaction des recueils appelés coutumiers, dans la pratique, les habitudes populaires concrètes contemporaines n'ont que peu été prises en compte par les magistrats et notables chargés de la rédaction. Le plus souvent, ils se sont appuyés sur les jurisprudences des cours souveraines qui elles-mêmes appliquaient généralement des solutions issues de préceptes du droit romain. Par ailleurs, des enjeux politiques et des rapports de pouvoir sont souvent rentrés en ligne de compte dans la rédaction des coutumiers.
L'idée d'une coutume populaire à défendre afin de conserver des droits d'usage traditionnels a cependant aussi été revendiquée au long de la Renaissance lors de différentes révoltes, par exemple en Angleterre et dans la principauté de Neuchâtel

### Théorie des sources du droit
La coutume est un terme qui a notamment été théorisé en tant que source du droit par Friedrich Carl von Savigny à partir de sa lecture des compilations de Justinien Ier. Ainsi pour Savigny, bien que seul le droit positif (c'est-à-dire les textes de droit spécifiquement écrits pour avoir une valeur juridique) soit vraiment valable, c'est la conscience commune du Volk (le peuple) qui est la seule véritable origine et justification de ce droit positif. Dans cette vision positiviste, les agissements habituels répandus dans une communauté, c'est-à-dire la coutume, sont les meilleurs indices pour s'approcher de l'« âme du peuple », l'origine mythique de toutes les sources du droit. Ainsi pour Savigny, le droit positif n'est pas créé par la coutume: il croit bien plus que la coutume est une émanation de l'essence invisible, cachée, profonde du droit positif qui existerait dans la conscience du Volk en tant qu'accord d'opinion qui adviendrait naturellement.
La coutume est un usage, né de la répétition, à moins qu'une clause de non-préjudice n'empêche celle-ci de constituer un précédent. L'exigence de répétition s'inscrit dans l'adage « une fois n'est pas coutume ». Si l'usage découle de la contrainte, on parlera de mauvaise coutume. En tout état de cause, le non-usage c'est-à-dire la désuétude (en) met un terme à la coutume.
- La coutume peut être orale ou écrite. Lorsqu'elle est orale, ce caractère engendre des problèmes de preuve. On recourt au témoignage individuel ou de groupe en fonction des régions. Lorsqu'elle a été transcrite dans des recueils, il s'agit d'une coutume écrite, il n'existe plus de problème de preuve.
- Il est consacré par le temps et autant que possible immémorial. Les canonistes vont tenter sans succès d'étendre à la coutume le seuil quaternaire de la prescription romaine.
- La population accepte et témoigne en permanence de cette acceptation par ses actes. Cette acceptation rend la coutume obligatoire, y compris pour le seigneur.
- La coutume s'applique non pas en considération de personnes mais d'un territoire donné, ce qui s'oppose au système de la personnalité des lois en vigueur à une période antérieure. Et plus la puissance publique est morcelée, plus nombreuses sont les coutumes.

Aussi l'existence de la coutume suppose deux éléments. D'une part l'élément matériel qui est constitué par la répétition d'actes donnés manifestant un usage. D'autre part l'élément psychologique qui est composé de trois aspects : l’opinio juris qui est la conviction que l'usage répété constitue une règle de droit, l’opinio necessitatis qui est la croyance au caractère obligatoire de l'acte et l’estimatio communis qui est le consensus existant autour de l'acte.
Cette définition générale est valable tant en droit français qu'en droit international. En revanche le rôle, la portée et l'origine de la normativité des coutumes varient selon l'ordre juridique concerné et les différentes théories en présence.

### Colonialisme et ordres juridiques autochtones
Dans le colonialisme, il y a souvent une certaine reconnaissance des ordres juridiques autochtones, mais comme des satellites dépendants de l'État colonial : c'est ce qu'on appelle la forme faible du pluralisme juridique. Dans ce cadre, le terme de coutume est utilisé pour désigner – et intégrer – les différents systèmes de règles et d'organisation autochtones tout en refusant de les mettre sur le même plan que l'ordre juridique colonisateur: ils sont dès lors stigmatisés comme une forme de droit primitif.

## Développement

### Ancien droit
Au Moyen Âge et sous l'empire de l'ancien droit, la coutume avait une place importante dans l'ordre juridique en France. Dans les pays dits « de coutume » (globalement les deux tiers nord de la France), on procède à une enquête par turbe. Dans cette enquête, les témoins ne sont pas entendus séparément, mais viennent déposer par groupe, ce qui constitue « la turbe » — du latin la foule. Cette enquête a pour but de valider une coutume. C'était souvent un groupe de 10 personnes qui élisait un des leurs, ce dernier parlant devant le juge au nom des autres. Il confirmait au juge si le groupe considère ou non qu'une coutume existe. La décision de la turbe doit être prise à l'unanimité : s'il y a une voix dissidente dans le groupe, la preuve de la coutume ne peut être établie. Si le vote est unanime, la coutume dont il est question est élevée au rang de coutume notoire. Cette procédure sera réglementée par une ordonnance royale de Louis IX en 1270.
À l'origine, la turbe est l'expression de la conscience populaire. Plus tard, aux XIVe et XVe siècles, le sens de cette procédure se perd et on voit dans la turbe un témoin collectif. Or un seul témoin ne suffit pas. On décide alors qu'une seule turbe ne suffit plus et on exige, pour faire la preuve de la coutume, deux turbes de 10 personnes chacune.
Il s'agissait d'un système mixte, mais avec une dominante coutumière. À l'origine purement orales et transmises par tradition, les coutumes ont été progressivement rédigées, comme le prévoyait l'ordonnance de Montils-lès-Tours. À la suite de ces rédactions réformées progressivement, la preuve par turbe est abolie par l'ordonnance civile de 1667.
Inversement, dans les pays « de droit écrit », la place de la coutume était plus faible.

### Place de la coutume en droit français aujourd'hui
La coutume a depuis la Révolution une place très limitée en droit français (par exemple dans la gestion des étangs de la Dombes). Par contraste avec l'ancien droit, le légicentrisme révolutionnaire exclut la normativité de règles d'origine non étatique. Autrement dit seul l'État peut créer du droit. On peut lier cette approche à l'exigence démocratique : seule la volonté générale, au sens où l'a définie Jean-Jacques Rousseau, peut s'imposer aux individus et seuls les représentants de la Nation peuvent exprimer cette volonté.
Pourtant, la coutume subsiste, même lorsqu'elle ne tire pas sa force obligatoire de la loi. On parle alors de coutume praeter legem (lorsque la coutume se développe dans le silence de la loi) ou de coutume contra legem (lorsque la coutume permet d'écarter la loi contraire).
De nombreux habitants de Mayotte, de Nouvelle-Calédonie et de Wallis-et-Futuna possèdent un statut dit « particulier » ou « coutumier », conformément à l'article 75 de la Constitution (« Les citoyens de la République qui n'ont pas le statut civil de droit commun, seul visé à l'article 34, conservent leur statut personnel tant qu'ils n'y ont pas renoncé. »). Les litiges dans les matières régies par le droit coutumier sont jugés par des juridictions composées en tout ou partie de juristes spécialisés (par exemple, cadis à Mayotte et assesseurs coutumiers en Nouvelle-Calédonie).[Passage à actualiser]

## Débats sur la normativité de la coutume
Toutefois des débats existent quant à la véritable source de la normativité de la coutume. Une partie minoritaire de la doctrine (inspirée par des visions sociologiques) estime que la force de la coutume vient de la société et non de sa forme organisée que constitue l'État. « C'est du droit qui s'est constitué par l'habitude […] La coutume ne vient pas de la volonté de l'État » (Carbonnier).
Pour la majorité, cette approche ne semble cependant pas correspondre au système juridique français actuel et au rôle que les juridictions laissent à la coutume. Il faut ici clairement distinguer la question de l'origine du contenu des règles coutumières de celle de la source de leur force juridique. L'État ne fixe pas le contenu de la coutume mais il est seul juge de sa normativité (dans la pratique la différence théorique entre ces deux approches peut s'estomper). Admettre une autre source de la normativité du droit serait nier l'ordre constitutionnel en supprimant le monopole de la création du droit que constitue la souveraineté interne. C'est une contradiction flagrante avec la hiérarchie des normes telle qu'on la conçoit classiquement.

## Coutume dans les différentes branches du droit
La place accordée à la coutume varie selon la branche du droit considérée. Relativement importante en droit commercial, elle est très limitée en droit pénal et contestée en droit constitutionnel.
En droit privé, la coutume occupe une place considérable en droit commercial. On peut même probablement dire que c'est la seule branche du droit français où elle constitue une source fondamentale du droit. Cependant, l'application de la coutume dans le droit du travail n'a jamais été acceptée même si le droit du travail se réfère parfois aux usages de telle profession.
À l'inverse, la place de la coutume en droit pénal est extrêmement limitée du fait du principe de légalité en droit pénal des délits et des peines, issu notamment de la Déclaration des droits de l'homme et du citoyen de 1789. Un des rares exemples est l'autorisation des combats d'animaux (corrida, combats de coq dans les Antilles) qui n'est donnée que dans les départements où une telle coutume existe.

### Usages locaux
Les codes des usages locaux sont une exception.

### Droit constitutionnel
En droit constitutionnel, la possibilité même de concevoir des coutumes est très discutée et plusieurs écoles s'affrontent.
Les normativistes refusent classiquement toute place à la coutume en droit constitutionnel. En effet la spécificité de la constitution tient à son caractère de norme suprême dû à sa rigidité, c'est-à-dire que sa modification (et sa création) est soumise à des exigences organiques et procédurales plus contraignantes que celles des autres normes. En conséquence, il est difficile d'admettre au niveau constitutionnel de règles non écrites formées en dehors de ces exigences sauf à remettre en cause la rigidité et, partant, la suprématie de la norme constitutionnelle. Une pratique s'écartant du texte constitutionnel ne peut donc s'analyser que comme une violation de ce texte et non comme une coutume.
L'école réaliste menée par Capitant constate l'existence effective de telles coutumes en droit français. Elle se base notamment sur une approche historique pour constater les différences profondes entre le texte (les lois constitutionnelles de 1875) et son application sous la Troisième République. Plus précisément, la doctrine réserve parfois un sort différent aux coutumes selon qu'elles sont contra constitutionem (contre la constitution), praeter constitutionem (en marge de la constitution) ou secundum constitutionem (interprétation de la constitution). En effet, la contradiction avec la doctrine normativiste, généralement admise, est beaucoup plus forte pour les coutumes contra constitutionem que secundum constitutionem.
Il existe une troisième approche à cette question fondée sur la transposition par Pierre Avril du concept anglais des conventions de constitution. L'idée majeure de cette théorie complexe est que la première interprétation d'une règle constitutionnelle lie les institutions jusqu'à accord unanime de tous les acteurs politiques pour le changement. Cette « convention de constitution » serait une forme de coutume particulière, la seule admise en droit constitutionnel français.
Elle peut notamment s'imposer si aucune autorité habilitée ne vient mettre fin à la pratique; tel a par exemple été le cas de la délégation du droit de vote des parlementaires. Fortement limitée dans un premier temps, bien qu'acceptée sous conditions par le Conseil constitutionnel, le vote électronique a ensuite permis de détourner, par la pratique, la limitation au seul « cas de force majeure appréciés par décision des bureaux des Assemblées ». Le principe est maintenant la délégation unique, pour un seul député.

## Autres sources de droit non écrit
Le droit public français connaît d'autres formes de sources de droit non écrit dont les juges font une utilisation parfois intensive. On peut citer les principes généraux du droit du Conseil d'État et les différents principes constitutionnels non écrits du Conseil constitutionnel. Ces principes qui ne se basent sur aucun texte se rapprochent fortement de la coutume mais ne sont pas explicitement rattachés à cette catégorie.

## En droit international
La coutume est une source fondamentale du droit international coutumier. Sa place traditionnelle a été réaffirmée par le statut de la Cour internationale de justice annexée à la Charte des Nations unies (l'article 38 § 1 dispose que la Cour peut appliquer, dans le règlement des différends, « la coutume internationale comme preuve d’une pratique générale acceptée comme étant le droit »).
Contrairement au droit interne, notamment français, sa place est incontestée dans l'ordre juridique international. D'ailleurs, pour reprendre la théorie kelsenienne, la norme fondamentale du droit international est de nature coutumière ; c'est le fameux principe pacta sunt servanda qui fonde la normativité des traités internationaux. L'absence quasi totale de formalisme en droit international facilite la création des coutumes. L'élément matériel peut prendre n'importe quelle forme.
En droit international la coutume peut être universelle (opposable à tous les États) ou simplement régionale voire limitée à un groupe d'États sur d'autres critères. La liste des États soumis à la coutume et pareillement l'universalité de celle-ci est toujours sujette à de grandes discussions.
À côté de cette « coutume sage », le recours à la « coutume sauvage » est de plus en plus courant. La coutume sauvage ne serait, selon le courant volontariste et R.J. Dupuy, non le fruit de faits immémoriaux, mais la manifestation d'une volonté des sujets de droit international. Ce principe est utilisé tout d'abord par les pays en voie de développement pour pallier leurs besoins urgents qui sont nécessaires à leur développement allant de ce fait contre la volonté des grandes puissances qui sont elles-mêmes à l'origine de la grande majorité des normes coutumières ; et ensuite par les grandes puissances elles-mêmes en tant que soft law pour répondre à des problèmes internationaux tels que le droit de l'environnement et la pollution internationale.

### Débats sur la nature de la coutume internationale
Comme en droit national, la nature de la coutume ou plutôt la source de sa normativité est extrêmement discutée. Les termes du débat sont cependant spécifiques au droit international. Là encore plusieurs écoles s'affrontent.
La doctrine majoritaire penche pour le consensualisme. Cette approche fait reposer entièrement le droit international sur le consentement des États. Aussi les coutumes sont vues comme des traités implicites. On considère que les États ont consenti tacitement à reconnaître la force obligatoire de la coutume en s'abstenant de s'y opposer. Cette vision est confirmée par la possibilité qu'ont les États d'objecter à la coutume. Un État objecte à la coutume quand il adopte une position ferme et permanente de refus (traités, actes unilatéraux) de la coutume dans la période où elle est en formation.
La doctrine minoritaire se rattache à l'objectivisme sociologique. Pour ces auteurs il existerait une société internationale dont les sujets seraient les individus et non les États (simples interfaces entre les sujets du droit et le droit). Cette société pourrait donc créer par elle-même des normes sans que les États aient de rôle à jouer dans ce processus. Cette doctrine rompt avec le principe fondamental de la souveraineté de l'État puisqu'elle permet d'opposer à l'État une norme qu'il n'aurait pas acceptée (à l'inverse des traités). En revanche, elle explique la possibilité effectivement constatée d'opposer une coutume à un État qui n'a pas du tout participé à sa formation (cas des États apparus après la formation de la coutume comme beaucoup d'anciennes colonies). Cette vision sociologique paraît plus facilement admissible qu'en droit interne du fait du flou de la pyramide des normes en droit international. Cependant l'idée d'une société internationale au sens strict semble contre-intuitive et correspond peu à l'ensemble du droit international. On peut quand même noter la place croissante accordée à cette idée à travers des concepts récents comme le patrimoine de l'humanité ou le droit pénal international.

### Rapports entre coutume et autres sources du droit international
Il n'y a pas de hiérarchie de principe entre la coutume et les traités au niveau international. Aussi les rapports entre ces deux normes sont très complexes. Les traités sont souvent une simple codification des coutumes internationales (nombreux exemples dans le droit des conflits armés et le droit international humanitaire). Mais les traités peuvent aussi modifier les coutumes. Parallèlement les coutumes peuvent également modifier les traités même si les conditions exigées pour une véritable reconnaissance de ce phénomène sont plus lourdes que dans le cas inverse.
Comme en droit national la différence entre les coutumes et les autres sources non écrites du droit international que sont les principes généraux du droit international et les principes généraux de droit reconnu par les nations civilisées est discutable. Sans rentrer dans un débat complexe ces principes paraissent proches de coutumes à portée générale ou de coutumes procédurales.
Enfin les normes de droit international impératif ou jus cogens semblent avoir une origine coutumière. Ces règles formeraient l'embryon d'une hiérarchie des normes en droit international. Elles seraient supérieures aux traités et indisponibles pour les États qui ne pourraient y déroger. Ces normes s'imposeraient donc à la souveraineté des États. On peut donc difficilement concevoir que leur force juridique procéderait du consentement de ces États. Or, les seules normes de droit international détachées par leur origine de la souveraineté étatique sont les coutumes au sens des objectivistes sociologiques. Il s'agirait alors d'une forme particulière de coutume distincte par leur force juridique. L'existence même et le contenu des normes de jus cogens font toutefois l'objet d'intenses controverses. Elles paraissent particulièrement difficiles à concevoir du point de vue du droit interne.

### Application de la coutume internationale en droit français
En droit français l'applicabilité des traités a été rapidement reconnue (par exemple CE 1952 Dame Kirkwood). Même si cela a été plus difficile, les différentes juridictions souveraines ont également admis la primauté des traités sur la loi sur la base de l'article 55 de la constitution de la Cinquième République (C. Cass. 24 mai 1975 Jacques Vabre et CE 20 octobre 1989 Nicolo, mais le Conseil Constitutionnel a décliné sa compétence pour vérifier la conventionnalité d'une loi par rapport à un traité par la jurisprudence IVG du 15 janvier 1975).
Le cas des coutumes est beaucoup plus complexe du fait de l'absence de références textuelles explicites à ces normes en droit constitutionnel. Seuls les traités sont concernés par l'article 55. L'applicabilité et la primauté de la coutume internationale sont reconnues par la Cour de cassation dans son arrêt Kadhafi de 2001 sur la base du préambule de la constitution de 1946. Le Conseil d'État a refusé clairement la primauté des coutumes internationales sur la loi dans son arrêt Aquarone du 6 juin 1997. En revanche il a paru admettre leur applicabilité dans certains cas restreints dans un arrêt Zaidi [réf. souhaitée] de 2000. Le Conseil constitutionnel pour sa part n'a jamais eu à adopter de position claire en la matière. À ce sujet deux remarques s'imposent. Il est peu probable qu'il suive la Cour de cassation du fait de son attachement traditionnel et répété à la souveraineté nationale. Mais il a quand même reconnu valeur constitutionnelle au principe pacta sunt servanda dans sa décision Maastricht de 1992.
L'ambiguïté de la nature de la coutume en droit international, l'absence de référence constitutionnelle claire, l'attachement traditionnel du juge à la souveraineté et l'hostilité française vis-à-vis du droit non écrit conduisent les juridictions à accorder une place moindre à la coutume internationale qu'aux traités. C'est un paradoxe pour les internationalistes car il n'existe pas de différence entre l'effet et la valeur juridique de ces deux normes de leur point de vue.
Dans un récent arrêt d'assemblée plénière (CE - AP - 23 décembre 2011 : M. Kandyrine de Brito Paiva - "Brito de Paiva"), le Conseil d'État semble être quelque peu revenu sur la place à accorder à la coutume dans la hiérarchie des normes. Il y développe une position selon laquelle, en cas d'incompatibilité entre deux conventions internationales, il doit être donné priorité à celle que lui indique de suivre la coutume internationale. Ces précisions coutumières quant aux modalités de conciliation de plusieurs traités internationaux, de valeur supra législative, remettent en cause l'infra légalité de la coutume au sens de la jurisprudence Aquarone.

## Droit coutumier dans le monde

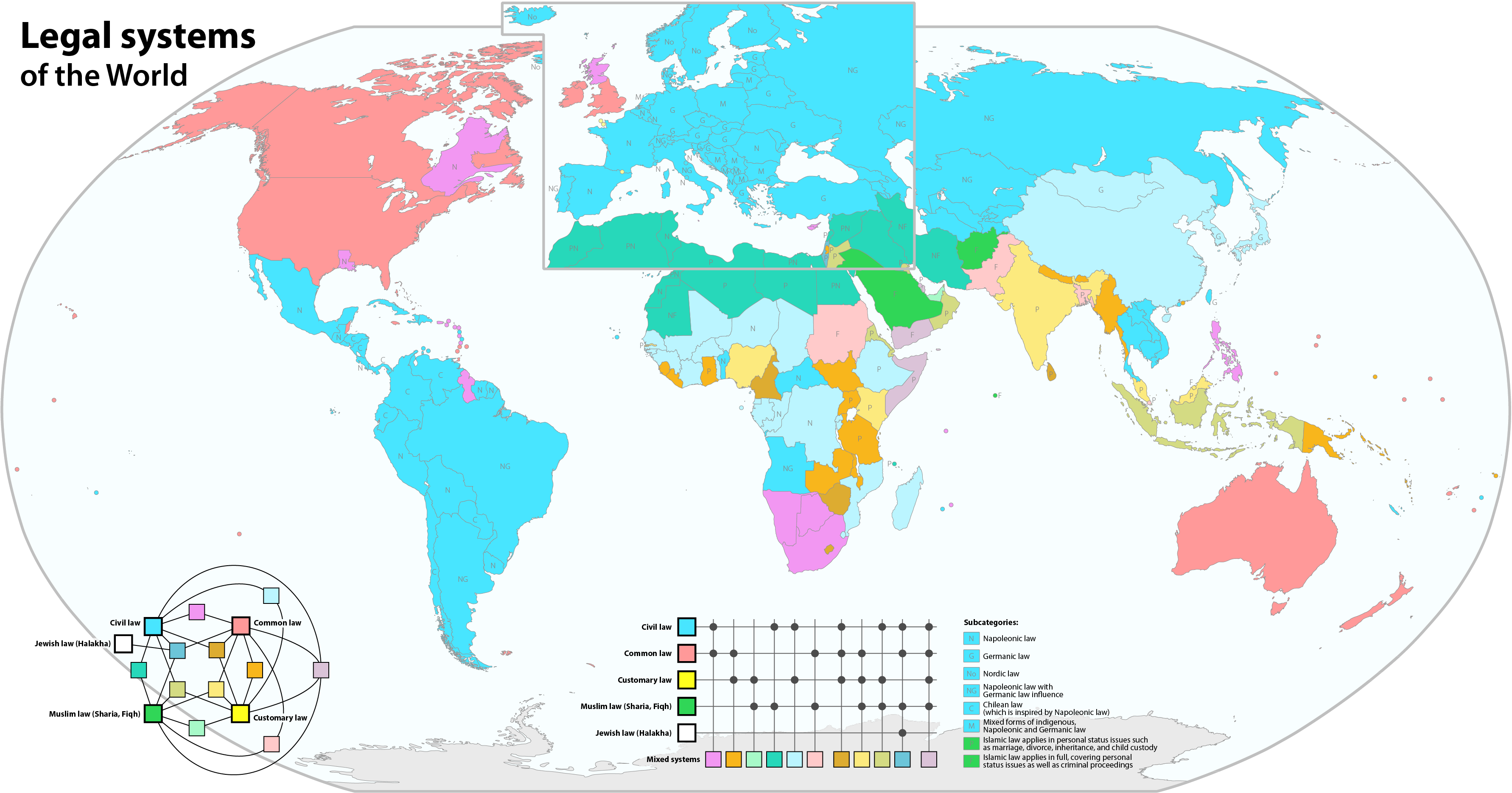
Les systèmes juridiques aujourd'hui. Le droit coutumier est en bleu pâle.

### Asie
Actuellement, seuls[réf. nécessaire] la Mongolie, le Bhoutan et le Sri Lanka connaissent un système où la coutume est prépondérante. Pendant des siècles, ce dernier pays préférait au droit hindou le droit purement coutumier et oral.
En Chine, en Corée du Nord et du Sud, en Indonésie, ainsi que dans de nombreux pays africains, la coutume est une source du droit minoritaire à côté d'une dominante de droit civil. (Voir Système juridique pour plus de détails.)

### Canada

#### Québec
En droit québécois, la coutume est la septième source de droit, derrière la Constitution, la loi, les règlements, la jurisprudence et la doctrine et les principes généraux de droit. Elle n'intervient qu'à titre résiduaire lorsque les autres sources de droit sont incapables de parvenir à un résultat satisfaisant.

### Suisse
Le droit suisse intègre la coutume en tant que principes admis par tous selon un long usage. Il peut compléter ou s'opposer au droit écrit formel. Dans le passé, il s'est appliqué en particulier aux droits territoriaux, municipaux et du commerce. Dès le XIIIe siècle, l'écart entre l'oral et l'écrit a diminué lorsque des traditions ont été rédigées sous forme de coutumier ou bonnes coutumes. Au XIVe siècle les décisions des conseils de ville ont été consignées.
Actuellement, les traditions s'appliquent par défaut, selon le Code civil suisse :

« À défaut d’une disposition légale applicable, le juge prononce selon le droit coutumier et, à défaut d’une coutume, selon les règles qu’il établirait s’il avait à faire acte de législateur. »

Les pratiques éprouvées peuvent justifier une exception à une disposition légale. Par exemple un texte juridique européen exige des mesures d'hygiène très poussées pour des activités de productions agricoles et les locaux de transformation et conditionnement; un article admet que s'il existe une tradition différente qui n'a pas posé de problème, celle-ci peut continuer de s'appliquer[réf. souhaitée].

#### Histoire médiévale
- Adrien Wyssbrod, De la coutume au code : Résistance à la codification du droit civil à Neuchâtel sous l'Ancien Régime, Neuchâtel, 2019, 363 p.  (ISBN 978-1-79272-266-0), (lire en ligne)
- Jacques Poumarède et Mireille Mousnier, La coutume au village : Dans l’Europe médiévale et moderne, Toulouse, Presses universitaires du Midi, coll. « Flaran », 27 février 2020 (ISBN 978-2-8107-0924-3, lire en ligne )
- Les décisionnaires et la coutume : Contribution à la fabrique de la norme (Géraldine Cazals, Florent Garnier (eds.)), Toulouse, Presses de l’Université Toulouse Capitole, coll. « Études d’histoire du droit et des idées politiques », 4 janvier 2021 (ISBN 978-2-37928-089-4, lire en ligne )

#### Sources du droit
- Pascale Deumier, Le droit spontané, Paris, Economica, 2002
- Jean Gaudemet, Les naissances du droit. Le temps, le pouvoir et la science au service du droit, Paris, LGDJ, 2016
- Jean-Louis Vieillard-Baron, « Nature, coutume et droit chez Hegel », Laval théologique et philosophique, vol. 51, no 2,‎ 1995, p. 363–370 (ISSN 0023-9054 et 1703-8804, DOI 10.7202/400920ar, lire en ligne , consulté le 4 novembre 2023)
- Julio A. Barberis, « Réflexions sur la coutume internationale », Annuaire Français de Droit International, vol. 36, no 1,‎ 1990, p. 9–46 (DOI 10.3406/afdi.1990.2952, lire en ligne , consulté le 4 novembre 2023)

#### Ordres juridiques autochtones
- Dominik Bretteville, « « Je ne sais pas ce que c’est, la coutume » : la coutume kanak par-delà tradition et modernité », Journal de la Société des Océanistes, no 2,‎ 15 décembre 2018, p. 473–486 (ISSN 0300-953x, DOI 10.4000/jso.9502, lire en ligne , consulté le 4 novembre 2023)
- Christine Demmer, Faire de la coutume kanak un droit. Enjeux, histoire, questionnements, Mission de recherche Droit & Justice, 4 janvier 2017 (lire en ligne )
- Denis Monnerie, La Parole de notre Maison : Discours et cérémonies kanak aujourd’hui (Nouvelle-Calédonie), Maison des Sciences de l’Homme, coll. « Chemins de l’ethnologie », 2 juin 2005, 288 p. (ISBN 2-7351-1027-3 et 2-271-06199-7, EAN 978-2735110278)
- Bernard Saladin d’Anglure, « Quand la coutume fait Loi : du terrain anthropologique inuit au rôle de témoin-expert devant les instances juridiques », Anthropologie et Sociétés, vol. 40, no 2,‎ 2016, p. 131–154 (ISSN 0702-8997 et 1703-7921, DOI 10.7202/1037515ar, lire en ligne , consulté le 4 novembre 2023)
- Grégory Kalflèche, Jacqueline Vendrand-Voyer et Florent Garnier, « La coutume et les outre-mers », dans La coutume dans tous ses états, Paris, La Mémoire du droit, coll. « Recueil d'études », 1er janvier 2013, Centre Michel de L'Hospital éd., 299–316 p. (ISBN 978-2-84539-028-7, lire en ligne )
- Abderemane Hamidou, Approche anthropologique du règlement des conflits aux Comores, Université Paris Nanterre, 2021 (lire en ligne )
- Michel Alliot, « La coutume dans les droits originellement africains », Bulletin de liaison du LAJP, nos 7-8,‎ 1985, p. 79–100 (lire en ligne )

#### Droit
- Biens communs
- Droit mou
- Livres de jostice et de plet
- Orf (« us et coutume » en arabe : source dans le droit musulman)
- Miroir des Saxons
- Droit international coutumier
- Domaine français
  - Certificat de coutume
  - Coutume Kanak
  - Statut civil coutumier de Nouvelle-Calédonie
  - Loi du pays (Nouvelle-Calédonie)
  - Sénat coutumier
- Hoʻoponopono (Hawaï)

#### Anthropologie
- Tradition
- Fait social total

#### Histoire
- Coutumier Hory
- Coutumes de Beauvaisis
- Coutume de Bretagne
- Coutume de Normandie
- Coutume de Paris
- Coutume de Bourbonnais
- Coutume d'Auvergne